# Parti travailliste de Nouvelle-Zélande
Pour les articles homonymes, voir Parti travailliste.
Le Parti travailliste néo-zélandais (en anglais : New Zealand Labour Party et en maori de Nouvelle-Zélande : Rōpū Reipa o Aotearoa) est un parti de centre gauche et l'un des principaux partis de Nouvelle-Zélande avec le Parti national de Nouvelle-Zélande, parti de droite. Il fait partie de l'Alliance progressiste et de l'Internationale socialiste.
Il est dirigé depuis janvier 2023 par Chris Hipkins, Premier ministre de janvier à novembre 2023.

## Histoire
Le Parti travailliste néo-zélandais est fondé le 7 juillet 1916 à Wellington, lors de la fusion de formations socialistes promouvant la représentation proportionnelle, l'abolition des quotas ruraux, la révocation des députés, ainsi que la nationalisation des moyens de production et d'échange. Bien que fondé à Wellington, le parti est souvent considéré comme étant originaire de Blackball sur la West Coast, puisqu'il s'agit de la ville de fondation de l'une de ses principales composantes.

### Fondation
| Parti socialiste (1901) | Parti socialiste (1901) | Parti socialiste (1901)       | Parti socialiste (1901)       | Parti socialiste (1901)       | Parti socialiste (1901)       |                                  |                               |  |  |                                      |                                      | Ligue indépendante politique travailliste (1905) | Ligue indépendante politique travailliste (1905) | Ligue indépendante politique travailliste (1905) | Ligue indépendante politique travailliste (1905) | Ligue indépendante politique travailliste (1905) | Ligue indépendante politique travailliste (1905) |  |  |  |  |  |  |  |  |
| Parti socialiste (1901) | Parti socialiste (1901) | Parti socialiste (1901)       | Parti socialiste (1901)       | Parti socialiste (1901)       | Parti socialiste (1901)       |                                  |                               |  |  |                                      |                                      | Ligue indépendante politique travailliste (1905) | Ligue indépendante politique travailliste (1905) | Ligue indépendante politique travailliste (1905) | Ligue indépendante politique travailliste (1905) | Ligue indépendante politique travailliste (1905) | Ligue indépendante politique travailliste (1905) |  |  |  |  |  |  |  |  |
|                         |                         | Indépendants                  | Indépendants                  | Indépendants                  | Indépendants                  | Indépendants                     | Indépendants                  |  |  | Parti travailliste (1910)            | Parti travailliste (1910)            | Parti travailliste (1910)                        | Parti travailliste (1910)                        | Parti travailliste (1910)                        | Parti travailliste (1910)                        |                                                  |                                                  |  |  |  |  |  |  |  |  |
|                         |                         | Indépendants                  | Indépendants                  | Indépendants                  | Indépendants                  | Indépendants                     | Indépendants                  |  |  | Parti travailliste (1910)            | Parti travailliste (1910)            | Parti travailliste (1910)                        | Parti travailliste (1910)                        | Parti travailliste (1910)                        | Parti travailliste (1910)                        |                                                  |                                                  |  |  |  |  |  |  |  |  |
|                         |                         |                               |                               |                               |                               |                                  |                               |  |  |                                      |                                      |                                                  |                                                  |                                                  |                                                  |                                                  |                                                  |  |  |  |  |  |  |  |  |
|                         |                         |                               |                               |                               |                               | Parti travailliste unifié (1912) |                               |  |  |                                      |                                      |                                                  |                                                  |                                                  |                                                  |                                                  |                                                  |  |  |  |  |  |  |  |  |
|                         |                         |                               |                               |                               |                               |                                  |                               |  |  |                                      |                                      |                                                  |                                                  |                                                  |                                                  |                                                  |                                                  |  |  |  |  |  |  |  |  |
|                         |                         |                               |                               |                               |                               |                                  |                               |  |  |                                      |                                      |                                                  |                                                  |                                                  |                                                  |                                                  |                                                  |  |  |  |  |  |  |  |  |
|                         |                         | Parti social-démocrate (1913) | Parti social-démocrate (1913) | Parti social-démocrate (1913) | Parti social-démocrate (1913) | Parti social-démocrate (1913)    | Parti social-démocrate (1913) |  |  | Parti travailliste unifié (maintenu) | Parti travailliste unifié (maintenu) | Parti travailliste unifié (maintenu)             | Parti travailliste unifié (maintenu)             | Parti travailliste unifié (maintenu)             | Parti travailliste unifié (maintenu)             |                                                  |                                                  |  |  |  |  |  |  |  |  |
|                         |                         | Parti social-démocrate (1913) | Parti social-démocrate (1913) | Parti social-démocrate (1913) | Parti social-démocrate (1913) | Parti social-démocrate (1913)    | Parti social-démocrate (1913) |  |  | Parti travailliste unifié (maintenu) | Parti travailliste unifié (maintenu) | Parti travailliste unifié (maintenu)             | Parti travailliste unifié (maintenu)             | Parti travailliste unifié (maintenu)             | Parti travailliste unifié (maintenu)             |                                                  |                                                  |  |  |  |  |  |  |  |  |
|                         |                         |                               |                               |                               |                               |                                  |                               |  |  |                                      |                                      |                                                  |                                                  |                                                  |                                                  |                                                  |                                                  |  |  |  |  |  |  |  |  |
|                         |                         |                               |                               |                               |                               | Parti travailliste (1916)        |                               |  |  |                                      |                                      |                                                  |                                                  |                                                  |                                                  |                                                  |                                                  |  |  |  |  |  |  |  |  |

Le Parti travailliste néo-zélandais naît du rassemblement de plusieurs groupes, dont le plus ancien est fondé en 1901. Le processus d'unification de ces divers groupes au sein d'un parti unique s'avère difficile, les tensions entre les différentes factions étant fortes.
Au tournant du siècle, l'aide radicale de la classe ouvrière néo-zélandaise est représentée par Parti socialiste de Nouvelle-Zélande, fondé en 1901. Les plus modérés soutiennent généralement le Parti libéral. En 1905, un groupe d'hommes politiques issus de la classe ouvrière et déçus de la ligne politique du Parti libéral, créent la Ligue indépendante politique travailliste, qui remporte un siège au parlement lors des élections législatives de 1908,. Cela constitue la principale ligne de fracture au sein de la gauche néo-zélandaises, le Parti socialiste de Nouvelle-Zélande étant révolutionnaire et militant, alors que les modérés adoptent une stratégie de réformes progressives.
En 1910, la Ligue indépendante politique travailliste est renommée Parti travailliste. Toutefois, les dirigeants de la nouvelle organisation décident rapidement que des efforts supplémentaires sont nécessaires pour promouvoir la coopération entre les organisations de gauche et organisent une « conférence de l'unité ». Les membres du Parti socialiste de Nouvelle-Zélande refusent d'y assister. Le Parti travailliste unifié (ULP) est alors né.
Très peu de temps après, le mouvement ouvrier doit faire face à la grève des mineurs de Waihi, animée par la frange radical du mouvement syndical. Il se divise alors entre soutiens et opposants à la grève, et le gouvernement conservateur de William Massey met fin à la grève par la force. À la suite de la grève, une nouvelle « conférence de l'unité » est organisée, afin de mettre fin aux divisions au sein du mouvement ouvrier et d'établir un front uni. Cette fois le Parti socialiste de Nouvelle-Zélande consentent à y assister. Les participants à la conférence fondent alors le Parti social-démocrate.
Tous les membres de l'ULP n'acceptent pas la nouvelle organisation, et certains continuent de militer sous leur propre bannière. Toutefois, les différences entre le Parti social-démocrate et l'ULP s'estompent et en 1915, les deux partis fondent un groupe commun au parlement, afin de mieux s'opposer au Parti libéral. L'année suivante, une nouvelle rencontre se tient entre les principales factions du mouvement ouvrier, et acceptent cette fois de s'unir, en établissant le Parti travailliste moderne.

### Ascension (1916-1935)
Durant la Première Guerre mondiale, le Parti travailliste s'implique dans le débat concernant la conscription. Il s'y oppose fortement et plusieurs de ses dirigeants sont condamnés à de la prison ou expulsés du Parlement du fait de leur opposition à la guerre. La perte de ces dirigeants menace alors sérieusement la stabilité du parti.
En 1919, lors de son premier véritable test électoral en tant que parti unifié, le Parti travailliste obtient huit sièges — le succès rapide du parti choque de nombreux conservateurs —, contre 47 pour le Parti de la réforme alors au pouvoir et 21 pour le Parti libéral.
Bien que ses factions les plus à gauche aient fait défection, le Parti travailliste maintient une ligne politique socialiste radicale. Le parti soutient par exemple l'instauration d'un système de bail à perpétuité pour les terres agricoles, dont l'État serait propriétaire. Cette politique est impopulaire auprès des électeurs et est abandonnée par le parti, ainsi que d’autres politiques plus radicales, tout au long des années 1920.

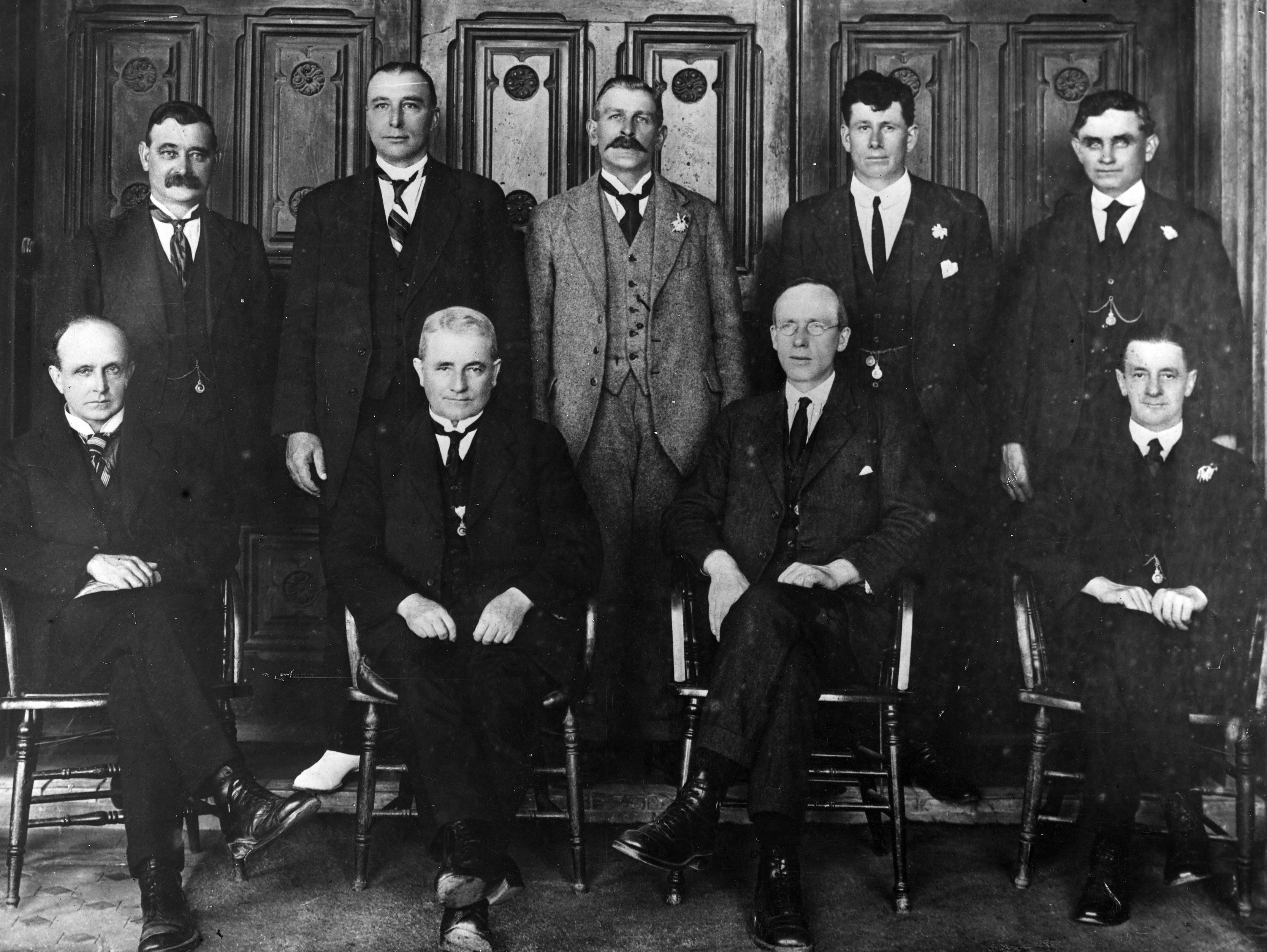
Députés travaillistes en 1922.

Lors des élections législatives de 1922, le parti fait plus que doubler son nombre de sièges, en en remportant 17. Trois ans plus tard, bien qu'en recul, le parti prend la place de deuxième force politique du pays au Parti libéral. Harry Holland devient chef de l'opposition le 16 juin 1926, après l'élection partielle Eden, le 15 avril, lors de laquelle le travailliste Rex Mason est élu en remplacement du réformiste James Parr. À la suite des élections de 1928, le parti se retrouve en situation de faiseur de roi. En effet le Parti de la réforme et le nouvellement créé Parti uni (un rival du Parti libéral) se retrouvent à égalité avec 27 sièges chacun, et aucun d'entre eux ne peut espérer gouverner sans le soutien du Parti travailliste. Le Parti travailliste choisit de soutenir le Parti uni, dont les positions sont plus proches de celles des travaillistes, mettant ainsi un terme à seize ans de règne du Parti réformiste.
La rigueur de la Grande Dépression apporte une grande popularité au Parti travailliste, mais est également source de tension avec le Parti uni. En 1931, celui-ci vote un certain nombre de mesures économiques que les travaillistes considèrent comme hostiles aux travailleurs et l’entente entre les deux partis s'effondre. Le Parti uni forme alors un gouvernement de coalition avec le Parti de la réforme, renvoyant ainsi les travaillistes dans l'opposition. La coalition se maintient au pouvoir à la suite des élections de 1931, mais la population néo-zélandaise se montre de plus en plus insatisfaite face aux difficultés du gouvernement à résoudre les problèmes économiques du pays. Lors des élections de 1935, le Parti travailliste remporte une large victoire, avec 53 sièges contre 19 pour les partis de la coalition gouvernementale sortante.

### Premier gouvernement travailliste (1935-1949)

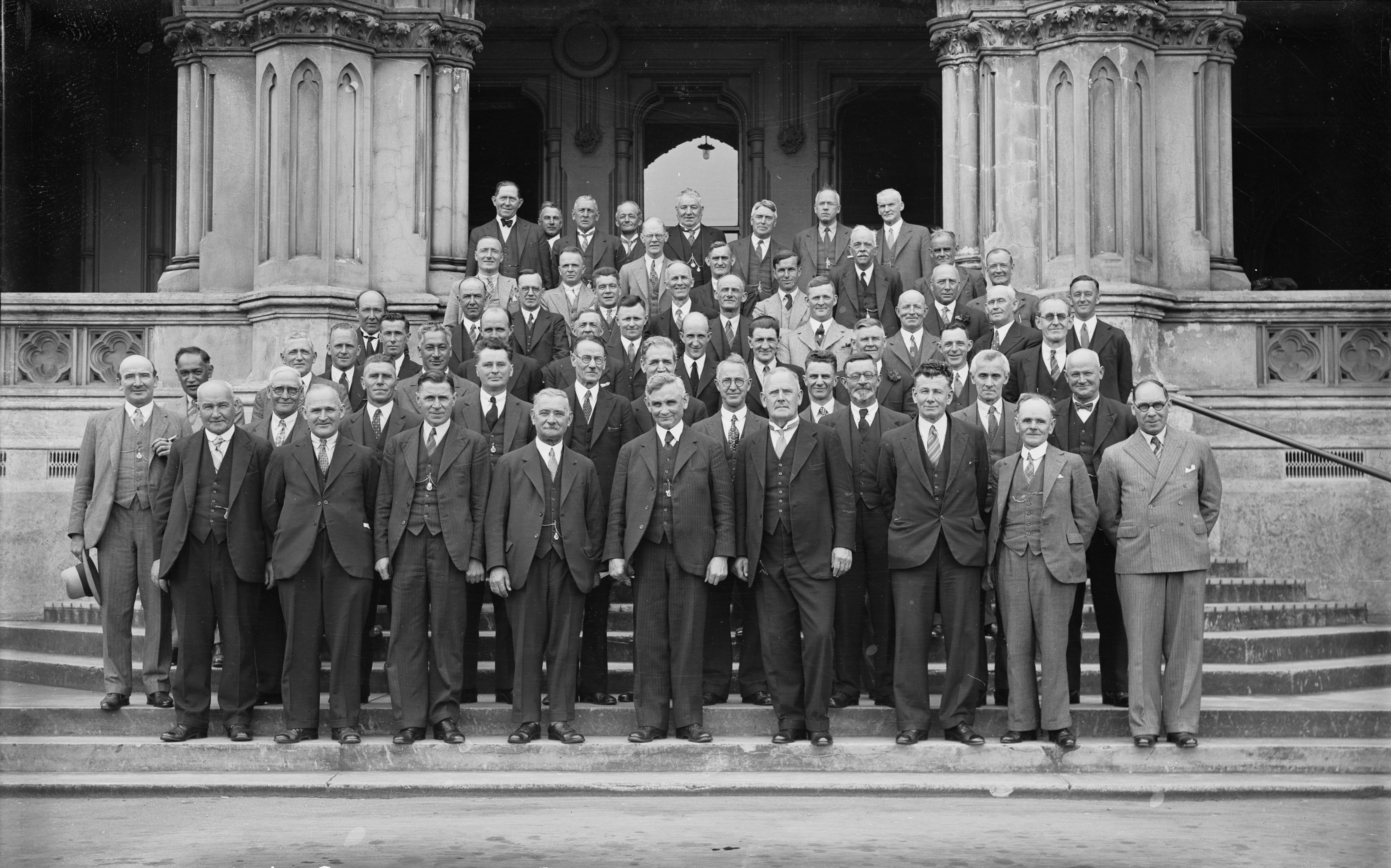
Membres du premier gouvernement travailliste sur les marches de la bibliothèque du Parlement.

Michael Joseph Savage, leader du Parti travailliste, devient Premier ministre le 6 décembre 1935. Le nouveau gouvernement commence à rapidement à appliquer plusieurs réformes, telles que la réorganisation du système d'aide sociale et la création d'un schéma de logement public. Les travailleurs bénéficient aussi de la mise en place de la semaine de 40 heures, et de la simplification législative de la négociation syndicale. Michael Joseph Savage est alors très populaire auprès de la classe ouvrière, et son portrait peut être trouvé sur les murs de nombreuses maisons. Durant cette période, le Parti travailliste noue une alliance avec le mouvement māori Rātana.
L’opposition attaque le gouvernement sur ces décisions les plus à gauche et l’accuse de vouloir saper la libre entreprise et le travail. Un an après la victoire travailliste, le Parti de la réforme et le Parti uni décident de fusionner. La nouvelle organisation, nommée Parti national de Nouvelle-Zélande, a pour ambition de devenir le principal rival du Parti travailliste.
Le Parti travailliste doit également faire face à une opposition au sein même de ses rangs. Bien qu'explicitement socialiste à sa création, le parti a progressivement dérivé de son radicalisme originel. La mort de son ancien leader et « doctrinaire », Harry Holland, constitue un important tournant dans l'histoire du parti. Certains en son sein font entendre leur désaccord quant au changement de ligne du parti, tels que John A. Lee, dont les idées sont un mélange de socialisme et de la théorie du crédit social, qui reproche à la direction du parti de se comporter en autocrate et de trahir sa base. Après un long et dur conflit, Lee est expulsé du parti. Il forme alors son propre mouvement, le Parti travailliste démocrate.
Savage meurt en 1940 et est remplacé par Peter Fraser, à la tête du parti et du pays. Dans l’après-guerre, les pénuries en cours et des problèmes industriels ont raison de la considérable popularité des travaillistes et le Parti national, dirigé par Sidney Holland, gagne du terrain même si le Parti travailliste est en mesure de gagner les élections de 1943 et de 1946. Le parti sort finalement perdant des élections de 1949.
Fraser meurt peu après et est remplacé à la tête du parti par Walter Nash, longtemps ministre des Finances. Un retour des travaillistes au gouvernement semble alors compromis, Nash ne bénéficiant pas du charisme de ses prédécesseurs et le Parti national engorgeant un succès considérable pour son opposition à l’« anarchie industrielle » lors du mouvement social de 1951. Toutefois, le Parti travailliste parvient à vaincre de peu le Parti national en 1957, et fait alors son retour au pouvoir.

### Deuxième gouvernement travailliste (1957-1960)
Walter Nash, devient Premier ministre à la fin de l'année 1957. Dès son arrivée au pouvoir, les travaillistes décident que des mesures draconiennes sont nécessaires face aux préoccupations quant à la balance des paiements. Parmi ces mesures se trouve le «budget noir » d'Arnold Nordmeyer, le nouveau ministre des Finances. Ce budget comprend l'augmentation des taxes, notamment sur l’alcool et les cigarettes, et est ainsi très impopulaire. De nombreux observateurs attribue la défaite des travaillistes à ces décisions, en dépit des améliorations économiques qu'il a pu apporter. En effet, les élections de 1960 sont marquées par la victoire du Parti national.
Walter Nash prend sa retraite en 1963, et est remplacé par Arnold Nordmeyer, qui associé au « budget noir », ne parvient à faire renouer le parti avec la victoire. À partir de 1965, le parti est dirigé par le jeune (40 ans) Norman Kirk. Le parti sort néanmoins perdant des deux élections législatives suivantes, avant de remporte une victoire significative en 1972.

### Troisième gouvernement travailliste (1972-1975)

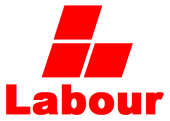
Logo du parti dans les années 1970 et 1980.

Norman Kirk s'avère être un Premier ministre énergétique, et introduit un certain nombre de nouvelles politiques publiques. Les plus notables, sont ses positions en matière de politique étrangère, qui comprennent de fortes critiques des essais nucléaires et de l'apartheid en Afrique du Sud. Il doit faire face à un état de santé personnel faible, mais refuse de diminuer son rythme de travail. Il meurt en 1974. Il est remplacé par Bill Rowling, qui ne bénéficie pas du même charisme que ses prédécesseurs, et le parti sort défait des élections de 1975.
Bill Rowling demeure toutefois à la tête du parti. Lors élections de 1978 et de 1981, le Parti travailliste rassemble davantage de voix que le Parti national, mais est devancé en nombre de sièges. David Lange succède à Bill Rowling à la tête du parti, et le conduit à la victoire lors des élections de 1984.

### Quatrième gouvernement travailliste (1984-1990)
Le nouveau gouvernement doit faire face à une crise fiscale, largement camouflée par le gouvernement sortant. La dette monte alors en flèche, en grande partie du fait du coût des emprunts acquittés pour maintenir le taux de change fixe.
Tout au long de son premier mandat, le quatrième gouvernement travailliste demeure en grande partie uni derrière la ligne radicalement réformatrice en matière financière et économique et les réformes qui ont été adoptées. En 1987, le parti remporte pour la dernière fois des élections législatives tenues au scrutin uninominal. Les divisions au sein du parti n'apparaissent que durant le second mandat du gouvernement. Le ministre des finances, Roger Douglas, soutient les théories du libre marché, et cherche à mettre en œuvre des réformes drastiques — surnommées « Rogernomics » — au système économique et fiscal. Cependant, d’autres au sein du parti, considèrent ces réformes comme une trahison des racines de gauche du parti. Le parti est également critiqué par le Conseil des syndicats de Nouvelle-Zélande.
L'opposition aux réformes de Douglas demeure forte, menant au départ de certains membres, tels que Jim Anderton, qui fonde le Parti néo-travailliste, posant les bases de l'Alliance. Dans le même temps, Douglas accentue sa politique et propose un impôt à taux unique. Toutefois en 1988, David Lange pousse Roger Douglas à la démission, peu de temps avant de lui-même démissionner.
Il est alors remplacé par Geoffrey Palmer. Celui-ci ne parvient pas à calmer le mécontentement au sein de l'électorat traditionnel du parti, et est remplacé, quelques mois avant les élections législatives de 1990, par Mike Moore. Le parti travailliste subit alors sa pire défaite depuis sa première accession au pouvoir en 1935.
Mike Moore laisse alors la direction du parti à Helen Clark. Durant cette période dans l'opposition, le parti renie dans une certaine mesure les réformes des « Rogernomics », sans jamais néanmoins revenir à son programme très à gauche. Lors des élections de 1996, les premières depuis l'instauration d'une dose de proportionnelle, le parti Nouvelle-Zélande d'abord se retrouve en position de faiseur de roi. Ce dernier choisit de s'allier au Parti national, dans une coalition instable, qui prend rapidement fin, laissant le Parti national à la tête d'un gouvernement minoritaire.
Le quatrième gouvernement travailliste est marqué par,
- l'extension du champ du tribunal de Waitangi en 1985
- la réforme constitutionnelle de 1986
- la légalisation de l'homosexualité en 1986
- la libéralisation de l'immigration en 1986, notamment l'immigration qualifiée
- l'instauration de la langue maori comme langue co-officielle
- la constitution de la Nouvelle-Zélande en territoire dénucléarisé[33]

### Cinquième gouvernement travailliste (1999-2008)
À la suite des élections de 1999, le Parti travailliste forme une coalition avec l'Alliance, permettant à Helen Clark de devenir la seconde Première ministre du pays. Ce gouvernement, bien que mettant en œuvre de nombreuses réformes, n'est pas particulièrement radical, comparé aux précédents gouvernements travaillistes, et se maintient à un niveau élevé de popularité. L'Alliance, quant à elle, voit sa popularité chuter et doit faire face à plusieurs scissions internes.
Le gouvernement augmente le salaire minimum de 5 % par an, crée des prêts à taux zéro pour les étudiants, instaure le congé parental de quatorze semaines et plusieurs crédits d'impôt favorables aux classes moyennes et légalise l'union civile pour les couples de même sexe.
En 2004, le Parti travailliste est secoué par une controverse quant à la propriété des fonds marins et des estrans du pays. Les tensions internes mènent à la démission de Tariana Turia, qui fonde alors le Parti māori.
À la suite des élections de 2005, les travaillistes forment une coalition avec le Parti progressiste (une faction de l'ancienne Alliance) et mène une stratégie complexe de soutien sans participation avec les centristes de United Future et de Nouvelle-Zélande d'abord, et grâce à la collaboration plus ponctuelle avec le Parti vert. Toutefois, le parti perd les élections 2008.

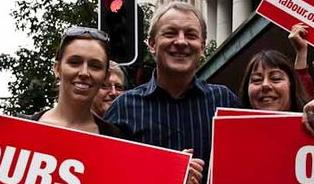
Phil Goff, Jacinda Ardern et Carol Beaumont à une manifestation contre un projet minier à Auckland en 2010.

Helen Clark démissionne alors de la tête du parti, et est remplacée par Phil Goff jusqu'en 2011.
Le parti connait alors une forte instabilité à sa tête, avec pas moins de cinq leaders différents en moins de dix ans.

### Sixième gouvernement travailliste (2017-2023)
Lors des élections législatives de 2017, le Parti travailliste arrive deuxième et obtient 36,9 % des voix et 46 sièges. Il forme alors une coalition avec Nouvelle-Zélande d'abord et le Parti vert, Jacinda Ardern devenant la plus jeune Première ministre depuis Edward Stafford en 1856.
Les principaux objectifs annoncés par le gouvernement sont l'éradication de la pauvreté infantile, la réduction de l'immigration et la dépénalisation de l'avortement.
Fort d'une popularité élevée liée à la gestion de crises comme les attentats de Christchurch et la pandémie de Covid-19, le Parti travailliste obtient aux élections législatives de 2020 son meilleur résultat électoral depuis 50 ans. Il dispose d'une majorité absolue au Parlement avec 65 sièges ce qui lui permet de gouverner sans coalition avec d'autres partis, une première depuis l'instauration de la proportionnelle dans le pays en 1996. Jacinda Adern annonce toutefois son intentions de discuter d'un accord gouvernemental avec le Parti vert.
Le 19 janvier 2023, Jacinda Ardern annonce qu'elle démissionne de son poste le 7 février suivant. En baisse dans les sondages, elle annonce n'avoir "plus assez d'énergie". Le ministre Chris Hipkins lui succède.

### Retour à l'opposition (depuis 2023)
Lors des élections législatives de 2023, le Parti Travailliste accuse un fort recul en obtenant 26,61% des voix. Avec 34 sièges (contre 65 lors de la précédente mandature), Chris Hipkins échoue à construire une majorité avec le Parti Vert et le Parti māori. Il reconnait sa défaite. Il reste premier ministre dans l'attente de la formation du gouvernement mené par Christopher Luxon.

## Liste des leaders du parti
La liste suivante est la liste complète des leaders du Parti travailliste néo-zélandais :
| Ordre | Dirigeant             | Image | Durée       | Leader de l'opposition                               | Premier ministre |
| ----- | --------------------- | ----- | ----------- | ---------------------------------------------------- | ---------------- |
| 1     | Alfred Hindmarsh      |       | 1916-1918   | -                                                    | -                |
| 2     | Harry Holland         |       | 1919-1933   | 16 juin 1926 - 18 octobre 1928 8 octobre 1933 - 1933 | -                |
| 3     | Michael Joseph Savage |       | 1933-1940   | 1933-1935                                            | 1935-1940        |
| 4     | Peter Fraser          |       | 1940-1950   | 1949-1950                                            | 1940-1949        |
| 5     | Walter Nash           |       | 1950-1963   | 1950-1957 1960-1963                                  | 1957-1960        |
| 6     | Arnold Nordmeyer      |       | 1963-1965   | 1963-1965                                            | -                |
| 7     | Norman Kirk           |       | 1965-1974   | 1965-1972                                            | 1972-1974        |
| 8     | Bill Rowling          |       | 1974-1983   | 1975-1983                                            | 1974-1975        |
| 9     | David Lange           |       | 1983-1989   | 1983-1984                                            | 1984-1989        |
| 10    | Geoffrey Palmer       |       | 1989-1990   | -                                                    | 1989-1990        |
| 11    | Mike Moore            |       | 1990-1993   | 1990-1993                                            | 1990             |
| 12    | Helen Clark           |       | 1993-2008   | 1993-1999                                            | 1999-2008        |
| 13    | Phil Goff             |       | 2008-2011   | 2008-2011                                            | -                |
| 14    | David Shearer         |       | 2011-2013   | 2011-2013                                            | -                |
| 15    | David Cunliffe        |       | 2013-2014   | 2013-2014                                            | -                |
| 16    | Andrew Little         |       | 2014-2017   | 2014-2017                                            | -                |
| 17    | Jacinda Ardern        |       | 2017-2023   | 2017                                                 | 2017-2023        |
| 18    | Chris Hipkins         |       | depuis 2023 | depuis 2023                                          | 2023             |

## Résultats électoraux
| Année | Voix      | %     | Sièges   | Gouvernement           |
| ----- | --------- | ----- | -------- | ---------------------- |
| 1919  | 131 402   | 24,20 | 8 / 80   | Opposition             |
| 1922  | 150 448   | 23,70 | 17 / 80  | Opposition             |
| 1925  | 184 650   | 27,20 | 12 / 80  | Opposition             |
| 1928  | 198 092   | 26,19 | 19 / 80  | Ward-Forbes (en)       |
| 1931  | 244 881   | 34,27 | 24 / 80  | Opposition             |
| 1935  | 434 368   | 46,17 | 53 / 80  | Savage-Fraser (en)     |
| 1938  | 528 290   | 55,82 | 53 / 80  | Savage-Fraser (en)     |
| 1943  | 522 189   | 47,60 | 45 / 80  | Savage-Fraser (en)     |
| 1946  | 536 994   | 51,28 | 42 / 80  | Savage-Fraser (en)     |
| 1949  | 506 073   | 47,16 | 34 / 80  | Opposition             |
| 1951  | 473 146   | 42,70 | 30 / 80  | Opposition             |
| 1954  | 481 631   | 44,25 | 35 / 80  | Opposition             |
| 1957  | 531 740   | 52,45 | 41 / 80  | Nash (en)              |
| 1960  | 420 084   | 41,82 | 34 / 80  | Opposition             |
| 1963  | 383 205   | 38,71 | 35 / 80  | Opposition             |
| 1966  | 382 756   | 38,53 | 35 / 80  | Opposition             |
| 1969  | 464 346   | 43,16 | 39 / 84  | Opposition             |
| 1972  | 677 669   | 48,37 | 55 / 87  | Kirk-Rowling (en)      |
| 1975  | 634 453   | 39,56 | 32 / 87  | Opposition             |
| 1978  | 691 076   | 40,41 | 40 / 92  | Opposition             |
| 1981  | 702 630   | 39,01 | 43 / 91  | Opposition             |
| 1984  | 829 154   | 42,98 | 56 / 95  | Lange-Palmer-Moor (en) |
| 1987  | 878 448   | 47,96 | 57 / 97  | Lange-Palmer-Moor (en) |
| 1990  | 640 915   | 35,14 | 29 / 97  | Opposition             |
| 1993  | 666 759   | 34,68 | 45 / 99  | Opposition             |
| 1996  | 584 159   | 28,19 | 37 / 120 | Opposition             |
| 1999  | 800 199   | 38,74 | 49 / 120 | Clark (en)             |
| 2002  | 838 219   | 41,26 | 52 / 120 | Clark (en)             |
| 2005  | 935 319   | 41,10 | 50 / 121 | Clark (en)             |
| 2008  | 796 880   | 33,99 | 43 / 122 | Opposition             |
| 2011  | 614 936   | 27,48 | 34 / 121 | Opposition             |
| 2014  | 604 534   | 25,13 | 32 / 121 | Opposition             |
| 2017  | 956 184   | 36,90 | 46 / 120 | Ardern-Hipkins         |
| 2020  | 1 443 545 | 50,01 | 65 / 120 | Ardern-Hipkins         |
| 2023  | 602 816   | 26,59 | 34 / 123 | Opposition             |